# Tienshanosaurus
 Tienshanosaurus  ist eine wenig bekannte Gattung sauropoder Dinosaurier aus dem Oberjura Chinas. Sie wurde bereits 1937 von C. C. Young (Yang Zhongjian) wissenschaftlich erstbeschrieben, damit handelte es sich – nach Euhelopus – um den zweiten beschriebenen Sauropoden, der in China entdeckt wurde. Die Erstbeschreibung basierte auf einem schädellosen Skelett, das aus der Shishugou-Formation in der autonomen chinesischen Region Xinjiang stammte und auf das Oxfordium datiert werden konnte. Später wurden der Gattung weitere Funde zugeschrieben. Heute sind sämtliche Funde bis auf ein 1930 entdecktes Schulterblatt zerstört.
Unklar ist, zu welcher Gruppe innerhalb der Sauropoden diese Gattung zu zählen ist, obwohl die jüngste Studie eine Einordnung innerhalb der Mamenchisauridae nahelegt. Einige Forscher betrachten die Gattung derzeit als Nomen dubium (Gattung mit zweifelhafter Gültigkeit), da keine Merkmale bekannt sind, welche die Gattung eindeutig von anderen Gattungen abgrenzen. Die einzige Art der Gattung ist Tienshanosaurus chitaiensis.

## Merkmale
Wie bei allen Sauropoden handelte es sich um einen vierbeinigen Pflanzenfresser mit langem Hals und Schwanz. Tienshanosaurus war ein relativ kleiner Sauropode – Youg (1937) schätzte das erste gefundene Exemplar auf etwa 10 Meter Gesamtlänge. Im Vergleich mit anderen Sauropoden waren die Halswirbel relativ kurz und wiesen dünne Halsrippen auf, die nach hinten über den Hinterrand des Wirbelkörpers hinausragten. Die hinteren Rückenwirbel waren durch schwache seitliche Aushöhlungen (Pleurocoele) charakterisiert, während diese in den Schwanzwirbeln fehlten. Die hinteren Rückenwirbel sowie die Schwanzwirbel waren amphicoel (auf der Vorder- und Rückseite konkav). Das Schulterblatt wies einen langen Schaft und ein breites proximales (vorderes) Ende auf, das Rabenbein (Coracoid) war klein. Der Oberarmknochen war relativ schlank, während das Darmbein kurz und hoch war.

## Systematik
Anfangs beschrieb C. C. Young (1937) diese Gattung als einen nahen Verwandten des ebenfalls aus China stammenden Euhelopus (damals als Helopus bezeichnet). Auch spätere Autoren griffen diese Hypothese auf, dabei wurde diese Gattung oft innerhalb einer Euhelopidae genannten Gruppe klassifiziert. Valérie Martin-Rolland (1999) vermutete gar, dass Tienshanosaurus mit Euhelopus identisch gewesen sein könnte. John McIntosh (1990) veröffentlichte ein kurzes Review der Gattung und kam zu dem Ergebnis, dass die Verwandtschaftsbeziehungen nicht sicher feststellbar seien. Er ordnete die Gattung jedoch provisorisch der Camarasauridae zu. Die jüngste Studie von Toru Sekiya (2011) kam zu dem Ergebnis, dass Tienshanosaurus eine Klade zusammen mit Mamenchisaurus, Yuanmousaurus und Chuanjiesaurus bildet, die dieser Forscher als Mamenchisauridae bezeichnet. Die Mamenchisauridae werden dabei als eine Gruppe ursprünglicher Sauropoden innerhalb der Eusauropoda, aber außerhalb der Neosauropoda klassifiziert.

## Forschungsgeschichte und Namensgebung
Der erste Fund bestand aus zwei Skelettteilen, die in unmittelbarer Nähe zueinander gefunden wurden. Da kein Element des Skeletts doppelt vorlag, wurde davon ausgegangen, dass es sich bei beiden Funden um ein einziges Individuum handelte. Die gefundenen Knochen schlossen verschiedene Hals- und Rückenwirbel, eine Schwanzwirbelserie, Chevron-Knochen, den Schultergürtel, das Becken sowie verschiedene Überreste der Beine mit ein. Weitere, der Gattung zugeschriebene Funde umfassten drei Halswirbel und 17 Schwanzwirbel, die von Dong (1990) beschrieben wurden. Wie John McIntosh im Jahr 2000 mitteilte, sind alle Fossilien bis auf ein 1930 entdecktes Schulterblatt zerstört worden.
Der Name (chin. tian – „Himmel“, chin. shan „Berg“, gr. sauros – „Echse“) bedeutet so viel wie „Echse der himmlischen Berge“ und weist auf das Hochgebirge Tian Shan.